# William McOuat Cottingham
William McOuat Cottingham (né le 8 janvier 1905 à Lachute, mort le 20 mars 1983 à Montréal) est un homme politique du Québec (Canada). Il est le député unioniste de la circonscription d'Argenteuil à l'Assemblée législative du Québec de 1948 à 1966. De 1954 à 1960, il est ministre des Mines dans les cabinets successifs de Maurice Duplessis, Paul Sauvé et Antonio Barrette.

## Hommages
La rue Cottingham à Lachute est nommée en son honneur.